# こわいわるいうさぎのおはなし
『こわいわるいうさぎのおはなし』（原題：The Story of A Fierce Bad Rabbit） は、イギリスの児童文学者ビアトリクス・ポターによる1906年の児童書（絵本）。仲間のニンジンを無理やり奪おうとする悪い子ウサギが猟師に撃たれ、尻尾とヒゲを失うという物語。初版は、1枚の紙を蛇腹状に折って本形式（折り本）にし、リボンで結んで閉じた状態で刊行された。この形式は読者には好評であったが、書店からは不評であり、後にポターの代表作であるピーターラビットシリーズと同じ、通常の小型本形式で再版された。この初版は非常によく売れたが、現存するものは少ない。
本作は幼児に対するピーターラビットの世界への入門書という位置づけになっている。

## プロット
ある怖く悪いウサギが、ベンチに座って母ウサギから貰ったニンジンを食べる大人しく親切なウサギを見つける。そのニンジンが欲しくなった悪いウサギは、それを力ずくで奪い取り、引っ掻いた。そのため、親切なウサギは逃げ出し、近くの穴に逃げ込む。
そこに猟師が通りかかり、ベンチにいる悪いウサギを鳥だと見間違えて鉄砲を撃つ。猟師が近づいてベンチを確認すると、そこにはウサギの尻尾とニンジンしか見当たらない。親切なウサギは、ヒゲと尻尾を無くした悪いウサギが走り去っていくのを見る。

## 出版

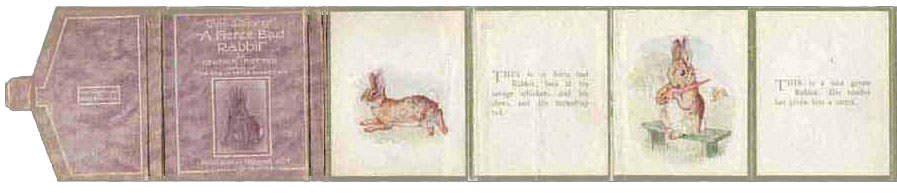
初版のパノラマ形式を部分的に複製したもの

本作は著者ポターの出版を担当していたハロルド・ウォーンの娘、ルイ・ウォーンのために描かれた作品である。ルイはポターの代表作であるピーターラビットは（いたずら好きという設定の割に）行儀が良いことに不満を持ち、本当に悪いウサギを登場させることを望んだ。
当時、ポターは幼児向けの玩具絵本に取り組んでおり、そこで本作を1枚の長い紙を蛇腹状に折り畳んだ、14枚分の絵が描かれたパノラマの本形式（折り本）にし、これをリボンで結んで閉じて出版する形を取った。
この形式は読者からは非常に人気を博したが、しばしば客が店内でリボンを解いて本を開いてしまうがために、元に戻すのに手間が掛かり、書店からは不評であった。
1916年、ポターが新たに扉絵を描き下ろして、通常のピーターラビットシリーズよりもわずかに小さい形式で再版された。
現在においても、本作はシリーズの通常サイズよりも小さな形式で出版されている。

## 評価

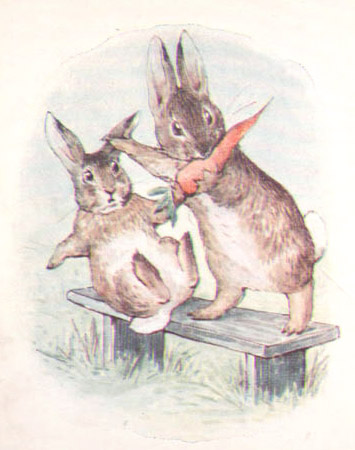
悪いウサギが親切なウサギからニンジンを奪うシーン

ポターが1906年に製作した3冊のパノラマ形式の絵本（本作以外は『モペットちゃんのおはなし』『ずるいねこのおはなし』）は、彼女が得意とした因果関係・複雑な筋・多様な登場人物という作品よりも、短いスケッチのようなものであった。各物語には限られた登場キャラクターしかおらず、特にタイトルに冠される主要キャラクターが1人（1匹）いる。そして、それぞれウサギ対猟師、ネコ対ネズミという典型的な対立関係を持つ。その簡潔さと珍しい形式は、明白に幼児を対象として描かれたものであったが、ポターは限定した読者を対象とする場合には必ずしも本領を発揮できたわけではなかった。本作の露骨な訓話や、硬いイラストは失敗だったと言える。もっとも欠点といえるのは登場する二匹のウサギである。どちらもピーターラビットとその仲間たちが持つ愛らしさが欠けている。
本作は創造的なアプローチというより、むしろ伝統的な語り口に焦点を当てており、これは幼児に対するポターの経験不足を反映している。彼女はプロットの展開や登場人物の深堀りよりも、あれこれと名前を付けたり、特定の意味をもたせることに拘りがあったようである。例えば、動物の表情ではなく、ウサギの尻尾やヒゲ、また爪に子どもの注意を向けさせている。猟師の登場シーンも「これは銃を持った男です（This is a man with a gun.）」と淡々と語られる。また、銃は、ポターがもっと年長の少年を相手に書いた作品なら、もっと創造的な発射音にしたであろうに、本作での擬音は、ステレオタイプな「バーン！（BANG!）」であった。
パノラマ形式の絵本はポターの最高傑作ではなかったが、文章とイラストを最小限にまで削ぎ落とすことは彼女の能力の高さを示すものと考えられる。もっとも、本作にはポターの赤ん坊や幼児に対する経験不足の現れという面もあった。初版の形式は、その年頃の幼児が扱うにはズタズタにされる可能性が高いことを考慮できていなかった。
現在のピーターラビットシリーズに準じた小さな絵本形式は、幼児に対するピーターラビットシリーズやその他の本への親しみを与える入門書に位置づけられている。

## 日本語訳
本作はピーターラビットシリーズではないが、日本ではピーターラビットの全集などに収められる場合がある（例：『ピーターラビット全おはなし集』、福音館書店・1994年）。
| タイトル                                | 出版年 | 出版社     | 文庫名                 | 訳者       | ISBNコード             | 備考 |
| --------------------------------------- | ------ | ---------- | ---------------------- | ---------- | ---------------------- | ---- |
| こわいわるいうさぎのおはなし            | 2002年 | 福音館書店 | ピーターラビットの絵本 | 石井桃子   | ISBN 4-8340-1860-1     |      |
| こわいわるいうさぎのおはなし 新装版改版 | 2019年 | 福音館書店 | ピーターラビットの絵本 | 石井桃子   | ISBN 978-4-8340-8485-6 |      |
| いじのわるいうさぎのおはなし            | 2024年 | 早川書房   | 絵本ピーターラビット   | 川上未映子 | ISBN 978-4-15-210120-4 |      |